# Aeropuerto de Ponta Delgada - João Paulo II
El Aeropuerto de Ponta Delgada - João Paulo II (IATA: PDL, OACI: LPPD) conocido popularmente como Aeropuerto de Nordela, es una terminal aérea situada en la isla San Miguel, cerca de la ciudad de Ponta Delgada, en el archipiélago portugués de las Azores. Su nombre João Paulo II es en homenaje a la visita del Papa Juan Pablo II, cuando pasó por las Azores el 11 de mayo de 1991.
Tiene programados vuelos de cabotaje a todas las islas del archipiélago de las Azores, además de a Madeira, a Lisboa y a Oporto. También opera vuelos internacionales con destino a Europa y América del Norte. El aeropuerto sirve de centro de conexión a las compañías SATA Air Açores y SATA International.

## Aerolíneas y destinos

### Destinos nacionales
| Ciudades            | Nombre del aeropuerto                      | Aerolíneas                               | Aeronaves      | Frecuencias semanales |
| Portugal            | Portugal                                   | Portugal                                 | Portugal       | Portugal              |
| ------------------- | ------------------------------------------ | ---------------------------------------- | -------------- | --------------------- |
| Azores              |                                            |                                          |                |                       |
| Isla de Corvo       | Aeródromo de Corvo                         | SATA Air Açores                          | DHC-8          |                       |
| Isla de Flores      | Aeropuerto de Flores                       | SATA Air Açores                          | DHC-8          |                       |
| Isla Graciosa       | Aeródromo de Graciosa                      | SATA Air Açores                          | DHC-8          |                       |
| Horta               | Aeropuerto de Horta                        | SATA Air Açores                          | DHC-8          |                       |
| Isla de Pico        | Aeropuerto de Pico                         | SATA Air Açores                          | DHC-8          |                       |
| Isla de San Jorge   | Aeródromo de São Jorge                     | SATA Air Açores                          | DHC-8          |                       |
| Isla de Santa María | Aeropuerto de Santa María                  | SATA Air Açores                          | DHC-8          |                       |
| Isla Terceira       | Aeropuerto de Lajes                        | SATA Air Açores                          | DHC-8          |                       |
| Distrito de Faro    |                                            |                                          |                |                       |
| Faro                | Aeropuerto de Faro                         | Azores Airlines                          | A320           |                       |
| Distrito de Lisboa  |                                            |                                          |                |                       |
| Lisboa              | Aeropuerto Humberto Delgado                | Azores Airlines Ryanair TAP Air Portugal | A32x B737 A3xx |                       |
| Madeira             |                                            |                                          |                |                       |
| Funchal             | Aeropuerto de Madeira                      | SATA Air Açores                          | DHC-8          |                       |
| Distrito de Oporto  |                                            |                                          |                |                       |
| Oporto              | Aeropuerto de Oporto-Francisco Sá Carneiro | Azores Airlines Ryanair                  | A32x B737      |                       |

### Destinos internacionales
| Ciudades por países | Nombre del aeropuerto                            | Aerolíneas                                          | Aeronaves    | Frecuencias semanales |
| África              | África                                           | África                                              | África       | África                |
| ------------------- | ------------------------------------------------ | --------------------------------------------------- | ------------ | --------------------- |
| Cabo Verde          |                                                  |                                                     |              |                       |
| Praia               | Aeropuerto Internacional Nelson Mandela          | Azores Airlines                                     | A321         |                       |
| Norteamérica        |                                                  |                                                     |              |                       |
| Canadá              |                                                  |                                                     |              |                       |
| Montreal            | Aeropuerto Internacional Pierre Elliott Trudeau  | Azores Airlines                                     | A321-253NXLR |                       |
| Toronto             | Aeropuerto Internacional Lester B. Pearson       | Azores Airlines                                     | A321-253NXLR |                       |
| Estados Unidos      |                                                  |                                                     |              |                       |
| Boston              | Aeropuerto Internacional Logan                   | Azores Airlines                                     | A321-253NXLR |                       |
| Newark              | Aeropuerto Internacional Libertad de Newark      | United Airlines (Estacional)                        | B737-8MAX    |                       |
| Nueva York          | Aeropuerto Internacional John F. Kennedy         | Azores Airlines                                     | A321-253NXLR |                       |
| Europa              |                                                  |                                                     |              |                       |
| Alemania            |                                                  |                                                     |              |                       |
| Düsseldorf          | Aeropuerto Internacional de Düsseldorf           | Eurowings (Estacional)                              | A3xx         |                       |
| Fráncfort del Meno  | Aeropuerto de Fráncfort del Meno                 | Azores Airlines (Estacional) Lufthansa (Estacional) | A32x A320    |                       |
| Bélgica             |                                                  |                                                     |              |                       |
| Charleroi           | Aeropuerto de Charleroi Bruselas-Sur             | Ryanair (Estacional))                               | B737         |                       |
| España              |                                                  |                                                     |              |                       |
| Barcelona           | Aeropuerto Josep Tarradellas Barcelona-El Prat   | Azores Airlines (Estacional)                        | A321         |                       |
| Bilbao              | Aeropuerto de Bilbao                             | Azores Airlines (Estacional)                        | A321         |                       |
| Gran Canaria        | Aeropuerto de Gran Canaria                       | Binter Canarias                                     | E195-E2      |                       |
| Madrid              | Aeropuerto Adolfo Suárez Madrid-Barajas          | Iberia (Estacional)                                 | A320         |                       |
| Tenerife            | Aeropuerto de Tenerife Norte-Ciudad de La Laguna | Binter Canarias (Estacional)                        | E195-E2      |                       |
| Francia             |                                                  |                                                     |              |                       |
| París               | Aeropuerto de París-Charles de Gaulle            | Azores Airlines                                     | A32x         |                       |
| Italia              |                                                  |                                                     |              |                       |
| Milán               | Aeropuerto de Milán-Malpensa                     | Azores Airlines (Estacional)                        | A32x         |                       |
| Países Bajos        |                                                  |                                                     |              |                       |
| Ámsterdam           | Aeropuerto de Ámsterdam-Schiphol                 | Transavia (Estacional)                              |              |                       |
| Reino Unido         |                                                  |                                                     |              |                       |
| Londres             | Aeropuerto de Londres-Heathrow                   | British Airways (Estacional)                        | A320         |                       |
| Londres             | Aeropuerto de Londres-Stansted                   | Ryanair (Estacional)                                | B737         |                       |
| República Checa     |                                                  |                                                     |              |                       |
| Praga               | Aeropuerto de Praga                              | Smartwings (Estacional)                             | B737         |                       |
| Suiza               |                                                  |                                                     |              |                       |
| Zúrich              | Aeropuerto de Zúrich                             | Edelweiss Air (Estacional)                          | A320         |                       |

## Estadísticas
Ver fuente y consulta Wikidata.